# Alessandro Fracanzano

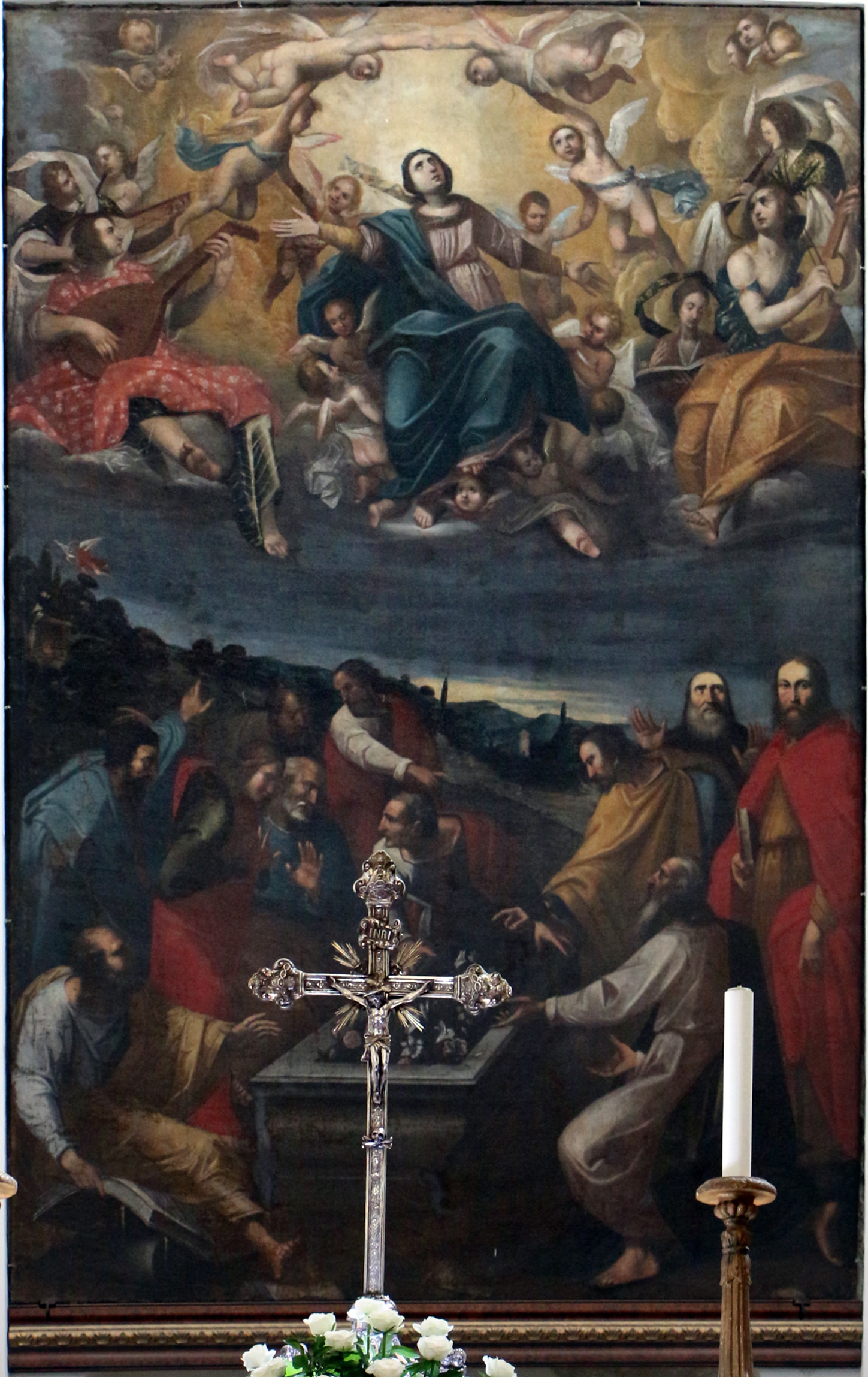
Alessandro Fracanzano, Assunzione, Chiesa di Santa Maria Maggiore, Miglionico

Alessandro Fracanzano (Verona, 1567 – Barletta, ...) è stato un pittore italiano.

## Biografia
Alessandro, era un nobile originario di Verona pittore di maniera, sposatosi con la biscegliese Elisabetta de Milazzo nel 1602. Ebbe due figli, Cesare nato nel 1605 e Francesco nato nel 1612; ai quali insegno i primi rudimenti dell'arte pittorica. 
Nel 1622 con tutta la famiglia si trasferì a Napoli.
La sua arte si rifà agli schemi michelangioleschi. Le sue opere sono presenti tra la provincia di Matera e quella di Bari.

## Opere
- Madonna del Carmine con i santi Caterina, Paolo eremita, Diego e la famiglia Perez Noguerol, Chiesa di San Paolo Eremita, Brindisi (1603)
- Assunta, Cattedrale di Monopoli
- Sant’Antonio da Padova, Chiesa di San Francesco, Monopoli
- Assunzione della Vergine, Pinacoteca di Bari
- Santi Cosma e Damiano, Convento di San Benedetto, Conversano
- Pietà, chiesa di S. Pietro Caveoso; Matera
- Sant'Eligio, Miglionico